# Claire Dederer
Claire Dederer, född 6 januari 1967 i Seattle, är en amerikansk journalist och författare.
Dederer har arbetat som frilansjournalist (publicerad i bland annat New York Times och Vogue), filmkriter för Seattle Weekly och skrivlärare vid University of Washington. Hennes debut i bokform, memoaren Poser: My Life in Twenty-three Yoga Poses (2011) har fått ett positivt mottagande och hamnade i januari 2012 på New York Times bästsäljarlista. Den har översatts till 11 språk.